# Matthew Judon
Matthew Judon (Municipio de West Bloomfield, Míchigan, 15 de agosto de 1992) es un jugador profesional estadounidense de fútbol americano que se desempeña en la posición de linebacker en Atlanta Falcons, equipo de la National Football League (NFL).

## Carrera
Fue seleccionado en la quinta ronda en la Reunión Anual de Selección de Jugadores de la NFL de 2016. Hizo su debut profesional con el equipo Baltimore Ravens, en el cual jugó cinco temporadas (2016-2021), luego pasó a New England Patriots, donde jugó tres temporadas, en 2024 pasó a Atlanta Falcons.